# Aurora 1
Aurora 1 foi um satélite artificial construído pela Universidade Rice para a Força Aérea dos Estados Unidos no âmbito do programa STP (Space Test Program). Foi lançado em 29 de junho de 1967 por um foguete Thor a partir da Base da Força Aérea de Vandenberg.

## Características
A missão do Aurora 1 consistiu no estudo das auroras polares, o bombardeio corpuscular da atmosfera e os cinturões de radiação. Para isso dedicou a medir partículas com energias entre 50 e 150.000 eV e luz emitida pela atmosfera a comprimentos de onda de 3914, 5577, 6300 e entre 1450 e 1750 angstrom.
A orientação do satélite corria a cargo de um ímã permanente que, por interação com o campo magnético terrestre, mantinha o satélite alinhada com este.
As comunicações com o satélite usava uma frequência de 137,140 MHz.

## Instrumentos
O Aurora 1 levava seis fotômetros (dois deles para o ultravioleta com que media as emissões luminosas da atmosfera em vários comprimentos de onda. Seis espectrômetros encarregavam de medir a energia de elétrons e prótons no intervalo entre 50 e 150.000 eV. Um espectrômetro adicional media partículas com energias entre 40 e 100.000 eV. O satélite tinha também um magnetômetro para medir a sua posição em relação ao campo magnético da Terra.